# Quatuor à cordes no 1 de Prokofiev
Pour les articles homonymes, voir Quatuor à cordes no 1.
Le Quatuor à cordes no 1 opus 50 est un quatuor de Sergueï Prokofiev. Composé en 1930 pour une commande de la fondation Elisabeth Sprague Coolidge de la Bibliothèque du Congrès de Washington, il fut créé le 25 avril 1931 par le quatuor Brosa à Washington.

## Analyse de l'œuvre
Le quatuor comprend trois mouvements :
1. Allegro
2. Andante molto - Vivace
3. Andante